# Литьё металлов под давлением
Литьё металлов под давлением — способ изготовления отливок, при котором сплав приобретает форму отливки, быстро заполняя пресс-форму, сплав под высоким давлением от 7 до 700 МПа формируется в нужную форму. Этот способ применяется для сплавов цветных металлов (на основе цинка, алюминия, меди, магния, сплав олово-свинец) из-за их низкой температуры плавления, а также для некоторых сталей. Изделия могут быть массой от десятков граммов до десятков килограммов.

## Применение
Литьём под давлением изготавливают:
- детали автомобильных двигателей (в том числе алюминиевые блоки, детали карбюраторов);
- детали сантехнического оборудования;
- детали бытовых приборов (пылесосы, стиральные машины, телефоны);
- детали приборов
- детали кораблей
- детали самолётов
- детали для аэрокосмической промышленности
- детали автомобилей
- корпуса электродвигателей
- детали для энергетической промышленности
- деталей для централизованного отопления квартир и домов

Также литьё под давлением используется при производстве компьютеров, смартфонов и прочей электроники.
Практически любую деталь из алюминия можно отлить на машинах литья под давлением. Поскольку при литье под давлением можно получить детали с высокими допусками по пористости и плотности изделия.

## Технический процесс

### Процесс литья под давлением
- Первый этап, это раскрытие пресс-формы и смазка. Это необходимо для того, чтобы готовая отливка легко отходила от полостей пресс-формы и металл в поршне не застывал до того, как он будет запрессован. Также образуется плёнка, которая помогает стабилизировать температуру и защищает поверхность пресс-формы, что увеличивает срок службы оснастки.
- Второй этап, это смыкание пресс-формы. Усилие смыкания пресс-формы эта та характеристика, которая по современной классификации даёт название всей машине, то есть например если у машины литья под давлением в названии есть число 300, то её усилие смыкания 3000 кило-Ньютонов или 300 тонн и она является аналогом машины литья под давлением 711А08 по Советской классификации. Другими словами такая машина способна сдержать металл, который создаёт усилие, стремящееся раскрыть пресс-форму в триста тонн.
- Третий этап, это заливка металла в камеру прессования. После смазки пресс-формы и поршня, рабочий зачерпывает из печи необходимое количество металла и заливает его в камеру прессования.
  - Четвёртый этап, это прессование. Поршень под воздействием гидравлической и азотной аппаратуры, совершает поступательное движение и происходит заливка металла в камеру прессования.
- Пятый этап, это снятие готового изделия.Кокильные машины литья металлов

### Пресс-формы
Литейные формы (пресс-формы) обычно изготавливаются из стали. Оформляющая полость формы выбирается подобной наружной поверхности отливки, однако учитываются искажения размеров. Пресс-форма содержит также выталкиватели, с помощью которых готовое изделие извлекается из пресс-формы и подвижные металлические стержни, называемые знаками, образующие внутренние полости изделий. 

### Литейные машины с горячей камерой прессования
Машины литья под давлением с горячей камерой прессования чаще всего используются для литья сплавов на основе цинка или латуни. Это необходимо поскольку температура плавления латуни более 900 градусов Цельсия. Если для литья цинка или латуни использовать обычную машину литья под давлением с холодной камерой прессования, то пресс-форма будет испытывать повышенные тепловые нагрузки и перепады температур, что приводит к быстрому износу формы и падению качества отливок. В машине литья под давлением с горячей камерой прессования камера погружена в расплав, что позволяет поддерживать постоянную температуру пресс-формы, уменьшить перепады температур и повышенные тепловые нагрузки, что продлевает срок службы формы. 

### Литейные машины с холодной камерой прессования
Такие машины используются для литья под давлением алюминиевых, магниевых, медных сплавов. Литьё в пресс-формы происходит под давлением от 35 до 700 МПа. Машины литья под давлением с холодной камерой прессования отличаются от машин литья под давлением с горячей камерой прессования отсутствием "гузнека" и более низкими температурами эксплуатации. 

### Кокильные машины для литья металлов
Кокильные (gravity casting machines англ.) машины для литья металлов используются для литья в кокиль под низким давлением. Основная сфера применения это изделия на основе алюминиевых сплавов, медных сплавов, бронзовых сплавов и др. Для литья толстостенных изделий с более низкими требованиями по плотности изделия и его пористости по сравнению с машинами литья под давлением. Литьё в кокиль один из самых древних методов литья металлов.

## Преимущества и недостатки метода

### Преимущества
- высокая производительность;
- высокое качество поверхности (5—8 классы чистоты для алюминиевых сплавов);
- точные размеры литого изделия (3—7 классы точности);
- минимальная потребность в механической обработке изделия;
- низкая пористость изделия;
- высокая плотность изделия.

### Недостатки
- ограниченная сложность конфигурации отливки (связанная с тем, что при отделении отливки от литейной формы могут происходить повреждения);
- ограниченная толщина отливки (расплав равномернее затвердевает, если изделие тонкое);
- сложная, дорогая оснастка.